# Росолова, Дениса
Дениса Росолова (чеш. Denisa Rosolová, в девичестве — Шчербова (чеш. Ščerbová; род. 21 августа 1986 года) — чешская легкоатлетка, которая имеет опыт выступлений на высшем уровне в гладком и барьерном беге на 400 метров, а также прыжках в длину и многоборье. Чемпионка Европы в помещении 2011 года в беге на 400 метров с результатом 51,73.
В настоящее время владеет рекордом Чехии в прыжке в длину в помещении — 6,64 м.
На Олимпийских играх 2008 года участвовала в семиборье, однако после двух видов снялась с соревнований.
На чемпионате мира 2011 года не смогла выйти в финал. В финальном забеге чемпионата мира в помещении 2012 года заняла последнее место.
На Олимпийских играх 2012 года бежала дистанцию 400 метров, на которой дошла до полуфинала, а в беге на 400 метров с барьерами заняла 7-е место.
С 2008 по 2011 год была замужем за чешским теннисистом Лукашом Росолом.

## Достижения на юниорском уровне
- Чемпионка мира среди юниоров 2004 года в прыжках в длину.
- Серебряная призёрка чемпионата мира среди юношей 2003 года в прыжках в длину.